# Bertín Osborne

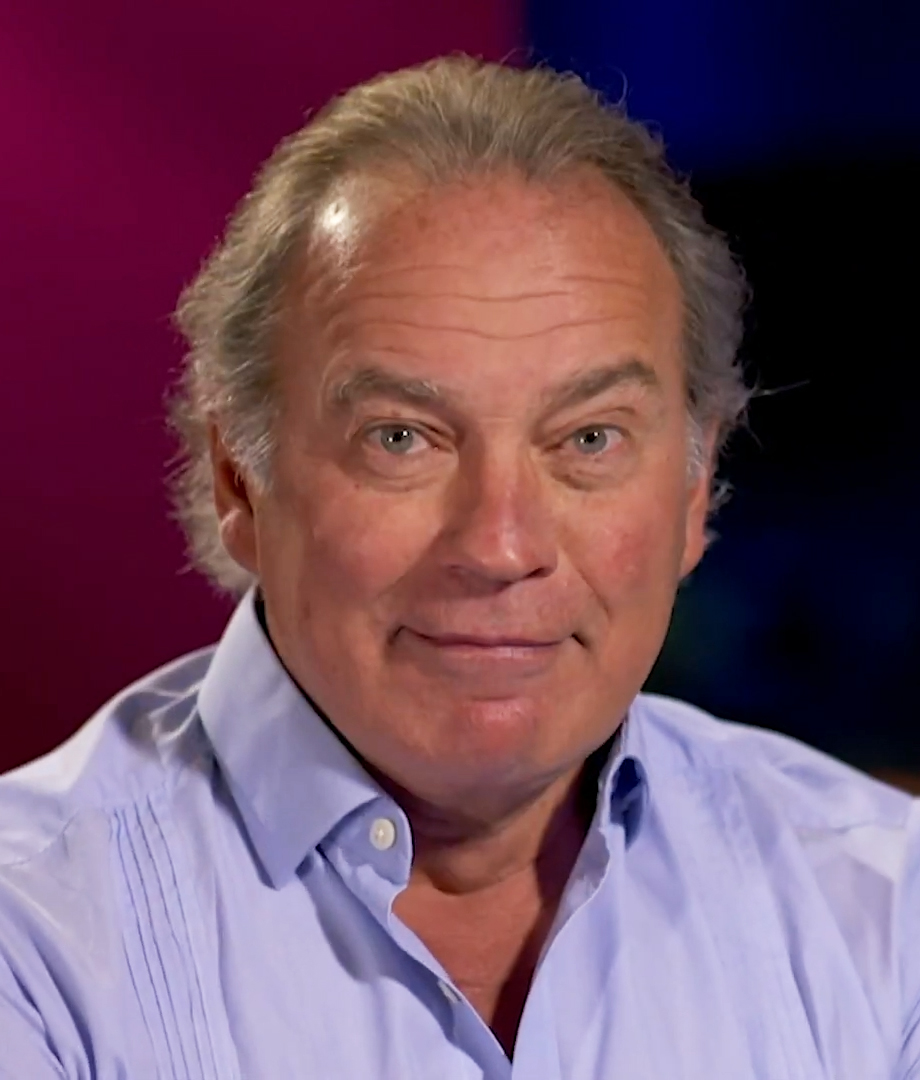
Bertín Osborne, 2019

Norberto Juan Ortiz Osborne (* 7. Dezember 1953 in Madrid), bekannt als Bertín Osborne, ist ein spanischer Sänger.
Osborne wurde in Madrid geboren, wuchs aber in Puerto de Santa María und später in Jerez de la Frontera auf. Sein Nachname mütterlicherseits stammt von einem Ur-Ur-Ur-Großvater, der im späten 18. Jahrhundert aus Exeter, England nach Puerto de Santa María einwanderte und das Weinunternehmen Osborne Group gründete.

## Karriere
Bertín Osborne studierte zunächst Agraringenieurswissenschaft. Osbornes erster musikalischer Auftritt war 1971 auf dem Song Festival im Klosterpalast El Escorial. Ab 1970 wurde er als Sänger im Nebenberuf tätig. 1981 erschien sein Debütalbum Amor Mediterráneo. 1983 nahm er am Sanremo-Festival teil, wo er den 14. Platz erreichte. 1990 war er als Schauspieler in der Telenovela Amor de Nadie zu sehen. Für den Sender Antena 3 wurde er als Moderator verschiedener Comedy- und Musiksendungen aktiv. Ab 2015 war er Moderator der Talkshow Mi casa es la tuya.
2021 nahm er bei der Musikshow Mask Singer: Adivina quién canta teil.

## Persönliches Leben
Osborne war von 1977 bis zu ihrer Scheidung im Jahr 1991 mit Alejandra „Sandra“ Domecq Williams verheiratet. Sie starb im Jahr 2004. Das Paar hatte drei Töchter: Alejandra (geb. 1978), Eugenia (geb. 1986) und Claudia (geb. 1989), sowie einen Sohn Cristian (1977–1977), der im Alter von weniger als einem Jahr starb.
Am 10. Juni 2006 heiratete Osborne Fabiola Martínez Benavides aus Maracaibo, Venezuela. Das Paar hat zwei Kinder, Norberto Enrique und Carlos Alberto. Norberto wurde mit Infantiler Zerebralparese diagnostiziert, was Osborne dazu veranlasste, die Fundación Bertín Osborne zu gründen, eine gemeinnützige Organisation, die sich der Unterstützung von Kindern mit dieser Diagnose widmet. Seine Stiftung setzt sich für die Glenn Doman Methode ein und macht auf Arbeit der Non-Profit-Organisation The Institutes for The Achievement of Human Potential (IAHP) in Spanien aufmerksam.
Im Juli 2023 wurde bekannt, dass er ein Kind mit seiner Freundin Gabriela Guillèn erwartet.

## Diskografie (Auswahl)

### Alben
| Jahr | Titel                                | Höchstplatzierung, Gesamtwochen, AuszeichnungChartsChartplatzierungen (Jahr, Titel, Platzierungen, Wochen, Auszeichnungen, Anmerkungen) | Anmerkungen                             |
| Jahr | Titel                                | ES | Anmerkungen                             |
| ---- | ------------------------------------ | --- | --------------------------------------- |
| 2004 | Bendita America                      | ES25 (6 Wo.)ES |                                         |
| 2005 | Algo contigo                         | ES46 Gold · (6 Wo.)ES | Erstveröffentlichung: 19. Dezember 2005 |
| 2007 | 20 canciones de oro (Grandes éxitos) | ES15 (9 Wo.)ES |                                         |
| 2012 | A mi manera                          | ES10 Gold · (12 Wo.)ES |                                         |
| 2013 | Corazón ranchero                     | ES10 Gold · (25 Wo.)ES | Erstveröffentlichung: 18. November 2013 |
| 2015 | Crooner                              | ES11 Gold · (23 Wo.)ES | Erstveröffentlichung: 13. November 2015 |
| 2016 | Lo mejor de Bertin Osborne           | ES60 (10 Wo.)ES |                                         |
| 2016 | Va por ellas                         | ES34 (9 Wo.)ES |                                         |
| 2018 | Yo debí enamorarme de tu madre       | ES5 Gold · (59 Wo.)ES |                                         |
| 2021 | 40 años son pocos                    | ES27 (7 Wo.)ES | Erstveröffentlichung: 28. Oktober 2021  |

grau schraffiert: keine Chartdaten aus diesem Jahr verfügbar
Weitere Alben
- Amor mediterráneo (1981)
- Como un vagabundo (1982; ES: Platin)
- Tal como soy (1984; ES: Platin)
- Buena suerte (1985)
- Dos corazones y un destino (1986; ES: Gold)
- Vida o castigo (1988)
- Acuerdate de mi (1990)
- En soledad (1992)
- Quiero estar contigo (1993)
- Sus singles para Hispavox (1998)
- Mayor de edad – 30 grandes éxitos (2000)
- Lo mejor de Bertín Osborne (2000)
- Sabor a México (2000; ES: ×3Dreifachplatin )
- Mis recuerdos (2002; ES: Gold)
- Todo lo mejor de Bertín Osborne (2003)
- 15 de colección (2004)
- Va por ellos (2008)

## Auszeichnungen für Musikverkäufe
Anmerkung: Auszeichnungen in Ländern aus den Charttabellen bzw. Chartboxen sind in ebendiesen zu finden.
| Land/RegionAuszeichnungen für Musikverkäufe (Land/Region, Auszeichnungen, Verkäufe, Quellen) | Gold     | Platin     | Verkäufe | Quellen                     |
| -------------------------------------------------------------------------------------------- | -------- | ---------- | -------- | --------------------------- |
| Spanien (Promusicae)                                                                         | 7× Gold7 | 5× Platin5 | 720.000  | elportaldemusica.es ES2 ES3 |
| Insgesamt                                                                                    | 7× Gold7 | 5× Platin5 |          |                             |

## Fernsehen
- Contacto con tacto (1992–1994), auf Telecinco
- Veraneando (1993), auf Telecinco
- La batalla de las estrellas (1993–1994), auf Telecinco
- Scavengers (1994), auf Antena 3
- Genio y figura (1995), auf Antena 3
- Lluvia de estrellas (1995 a 2002), auf Antena 3
- Menudas estrellas (1995–2001), auf Antena 3
- La cara divertida (1997), auf Antena 3
- Trato hecho (1999–2000), auf Antena 3
- Verano noche (2002), auf Antena 3
- Cada día (2004), auf Antena 3
- Ankawa (2005–2006), auf TVE
- El Grand Prix del verano (2007, 2008 y 2009), auf FORTA
- Esta canción va por ti (2009), auf Canal Sur
- Un beso y una flor (2009), auf Canal 9
- BertiNiños (2010), auf Intereconomía Televisión und Interpop Radio
- Mi casa es la tuya (2015–2022)

## Filmografie (Auswahl)
- 1990: Amor de nadie (Fernsehserie, 50 Folgen)
- 1995: Alondra (Fernsehserie, 3 Folgen)
- 2004: La sopa boba (Fernsehserie, 5 Folgen)